# 希尔德里克二世
希爾德里克二世，（655年—675年10月），自662年起為法兰克人墨洛温王朝的奧斯特拉西亞國王，以及自673年起因同時擔任紐斯特里亞和勃艮第国王而成為全法兰克国王。
希爾德里克二世是紐斯特里亞和勃艮第國王克洛維二世與王后聖巴蒂爾達的次子，克洛泰爾三世的弟弟、提烏德里克三世的兄長。

## 生平
在領養的希爾德貝特逝世後，奧斯特拉西亞便沒有國王，克洛泰爾三世短暫地當了一年國王後，奧斯特拉西亞的貴族要求他們有一位自己的國王統治，克洛泰爾三世便於662年將其弟希爾德里克二世封為奧斯特拉西亞國王。當時希爾德里克二世尚年幼，在武士護衛下宣佈成為奧斯特拉西亞國王。
673年，兄長克洛泰爾三世逝世，將紐斯特里亞和勃艮第王國交給幼弟提烏德里克三世。由聖萊奧德伽和亞爾薩斯公爵阿達里奇領導的一些重要的勃艮第貴族派系邀請希爾德里克二世成為紐斯特里亞和勃艮第國王。希爾德里克二世不久便入侵提烏德里克三世的領土，並將他廢黜成為唯一的法蘭克人國王。他將奧斯特拉西亞宮相胡夫爾德取代原有的紐斯特里亞宮相伊布漢成為全國唯一的宮相，此舉引致一些在勃艮第的伊布漢支持者不滿，因為他們希望有一位屬於本土的宮相。
675年3月，希爾德里克二世將阿爾薩斯的收入給了阿達里奇，並賜他Dux的榮譽。這筆贈款最可能是因為阿達里奇支持希爾德里克二世對勃艮第統治作出的回報，勃艮第常常與奧斯特拉西亞在擁有阿爾薩斯的問題而爭議。

## 死亡
因為希爾德里克二世對貴族Bodilo非法地作出體罰成為紐斯特里亞貴族對他不滿的最後導火線。Bodilo及他的朋友策劃一場弒君的陰謀，675年10月，當希爾德里克二世與家人在森林進行狩獵時，他們對其進行弒殺，並殺死他的妻子比莉查爾德及長子只得五歲的達戈貝爾特。希爾德里克二世死後被葬在聖日耳曼德佩修道院。1645年，希爾德里克二世、比莉查爾德及達戈貝爾特的陵墓被發現，陪葬品皆已經被盜走。

## 家庭
希爾德里克娶了他的表妹比莉查爾德，並為他生下了达戈贝尔特（法語：Dagobert）與希爾佩里克二世二名兒子。